# Bishun Khare
Bishun Khare é um bioquímico e pesquisador ligado à NASA e ao SETI estudioso há muito de atmosferas planetárias, já tendo participado de séries televisivas como a série Cosmos, de Carl Sagan.

## Publicações
B. Khare, M. Meyyappan, A. Cassell, C.V. Nguyen, and J. Han, "Functionalization of Carbon Nanotubes with Atomic Hydrogen from a Glow Discharge," NanoLetters, Vol. 2 (1), pp. 73–77 (2002).